# Pflanzen in der Bibel

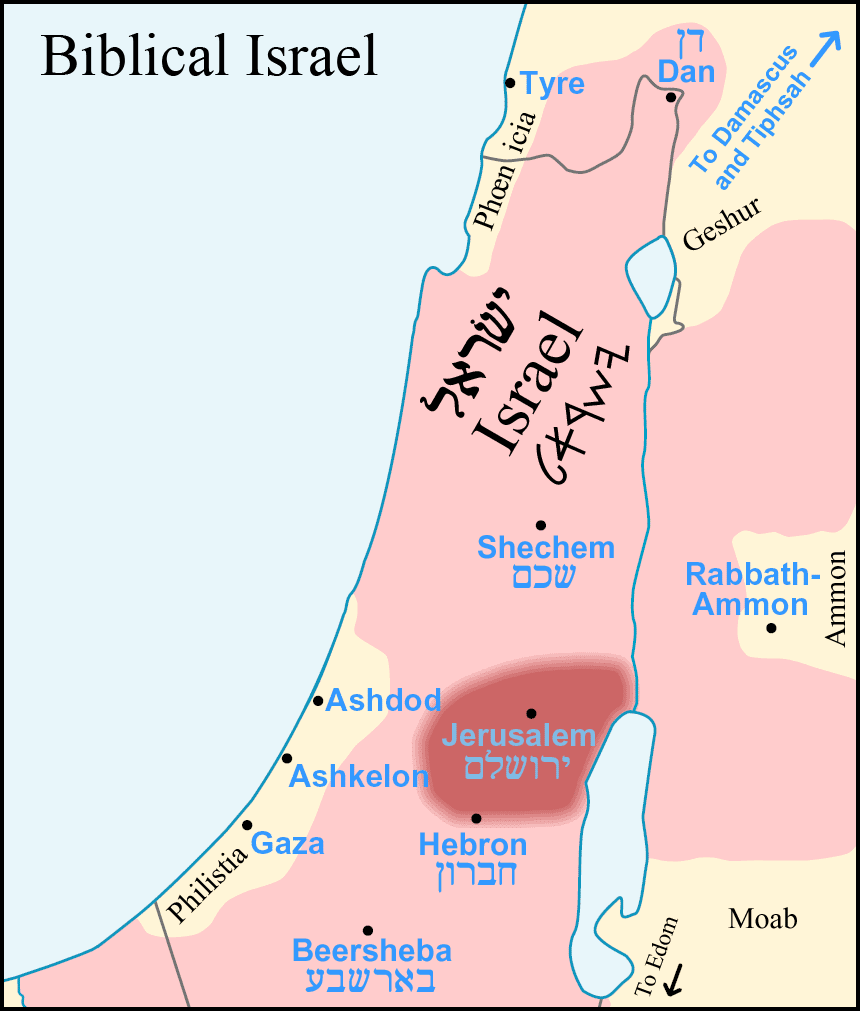
Karte des frühen historischen Israel

Unter Pflanzen in der Bibel versteht man insbesondere die Pflanzen, die im Nahen Osten, besonders im Gebiet des antiken Landes Israel, wachsen und die in der Bibel erwähnt werden.
In der Bibel werden von den etwa 2600 in Israel heimischen Pflanzenarten ungefähr 110 erwähnt, wobei die genaue Bestimmung aus verschiedenen Gründen lückenhaft bleiben muss. Die Vielzahl der unterschiedlichen Pflanzengesellschaften auf relativ kleinem Raum beruht auf der sehr abwechslungsreichen Topographie und dem von Norden nach Süden immer trockener und heißer werdenden Klima.
Die meisten Pflanzen, die in der Bibel erwähnt werden, haben eine wichtige Bedeutung für die Menschen jener Zeit, sei es als Lebensmittel, Baumaterial, für kultische Zwecke oder als Heilmittel. Aus ihrer Erwähnung kann man darum auch auf die Kultur und Lebensweise der Bevölkerung Palästinas in der biblischen Zeit schließen.

## Topographie und Klima Israels

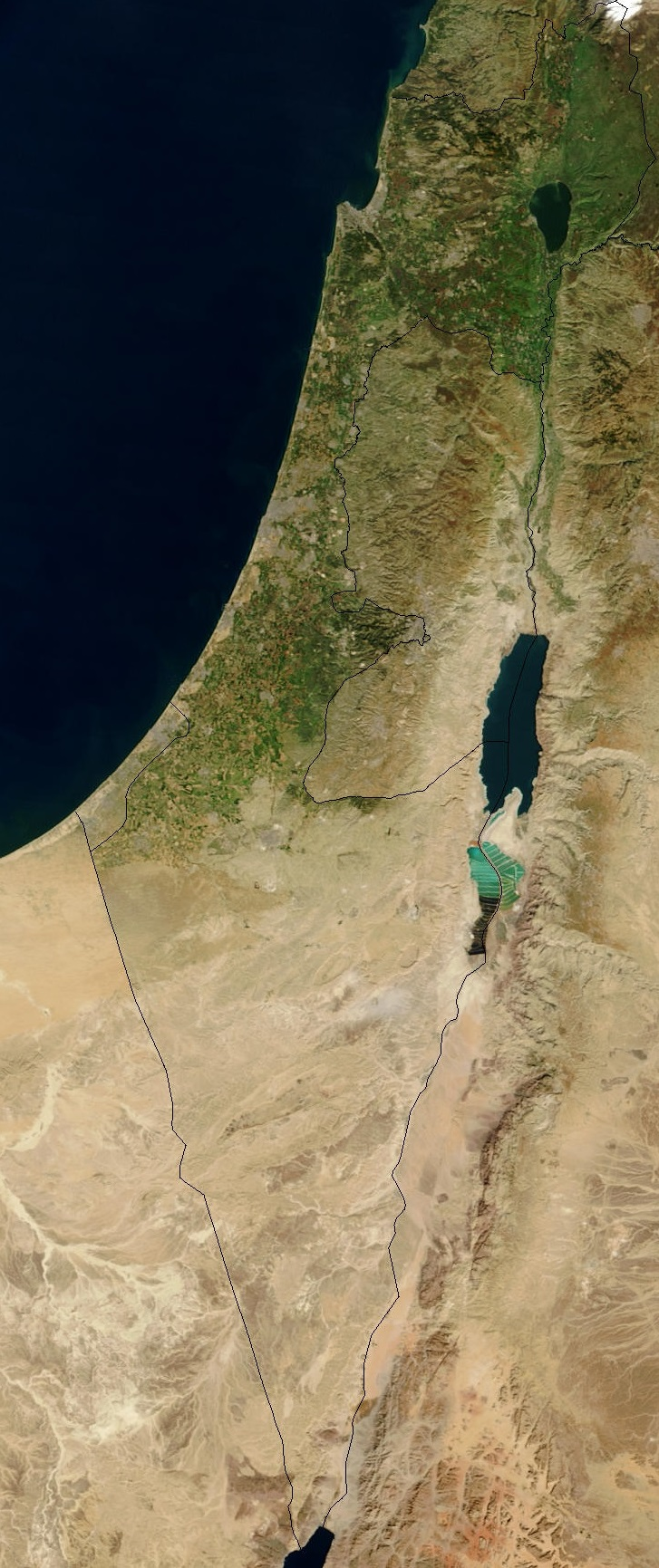
Satellitenbild der Topographie Israels

Das biblische Israel bestand aus den Gebieten links und rechts des Jordan. Es grenzte im Norden an Assyrien, im Süden an Ägypten.
Die Flora Israels hat sich in den letzten Jahrtausenden nicht wesentlich verändert, weil auch keine großklimatischen Veränderungen stattgefunden haben.
Das Klima ist typisch mediterran, es gibt zwei Hauptjahreszeiten, den feucht-milden Winter und den trocken-heißen Sommer. Die Dauer der Regenzeit variiert, sie nimmt von Norden nach Süden ab. Das Land wird durch die Niederschlagsmenge in einen Weizengürtel und einen Gerstengürtel geteilt, weil Weizen mehr Wasser und eine längere Vegetationszeit benötigt als Gerste. Vereinzelt gibt es Oasen mit tropischem Klima.
Zu den topographischen und klimatischen Großräumen siehe auch Palästina (Region).

## Bestimmung biblischer Pflanzennamen aus den Texten der Bibel
Die Pflanzennamen in der Bibel kann man nicht alle sicher einer heutigen Pflanze zuordnen. Das hat mehrere Gründe:
- Jede Übersetzung birgt Fehlerquellen und Ungenauigkeiten in sich, zumal es sich um eine Sprache handelt, die in einem anderen Kulturkreis, einer lange zurückliegenden Epoche gesprochen bzw. geschrieben wurde.
- Einige Begriffe sind nicht mehr bekannt oder haben im Laufe der Jahrhunderte einen Bedeutungswandel erfahren. So ist auch bei einigen Pflanzen der Bibel die Bedeutung nicht sicher überliefert.
- Die biblischen Erzähler unterscheiden die Arten nicht immer so genau, wie das bei heutigen Biologen üblich ist. Für die Zeder, die Tanne und die Tamariske wird zum Beispiel das gleiche hebräische Wort gebraucht.
- Einige Pflanzennamen sind in der Bibel nur als Orts- oder Personennamen enthalten, zum Beispiel Elim (Buschiges Jochblatt, Zygophyllum dumosum) (Num 33,9 EU) oder Mattana (Behaarte Spatzenzunge, Thymelaea hirsuta) (Num 21,18 EU). Solche Zuordnungen sind teilweise noch umstritten und bedürfen weiterer Forschungen.
- Es gibt in der Bibel auch einige Sammelnamen für ganze Pflanzengesellschaften, die im gleichen Ökosystem vorkamen, wobei man die damit gemeinten Arten heute nicht mehr rekonstruieren kann. Es gibt zum Beispiel etwa 20 verschiedene Begriffe für „Dornbusch“, aber etwa 60 Arten von Dornenpflanzen in der Flora Israels.

Aus diesen Gründen kann die Zuordnung der Namen zu speziellen Arten in manchen Fällen nicht mehr sicher rekonstruiert werden.

## Bedeutung der Pflanzen für die Menschen in biblischer Zeit

### Landwirtschaft
Die Menschen lebten in biblischer Zeit zum größten Teil von der Landwirtschaft. Sie betrieben Ackerbau in den Gebieten, die sich dafür eigneten oder durch Bewässerung dafür hergerichtet werden konnten. In den feuchteren Gebieten Israels wurden auch Wälder gerodet, an den Berghängen wurden Terrassen angelegt, die die ständige Erosion in der Regenzeit vermindern sollten. In den trockeneren Steppen und Strauchsavannen dagegen wurden vor allem Schaf- und Ziegenherden gehalten, die von Wanderhirten betreut große Areale beweideten. Da das tägliche Leben von der Landwirtschaft geprägt war, tauchen in den biblischen Texten viele Begriffe auf, die mit Saat, Ernte, Reifung, Bewässerung, Tierhaltung und Schlachtung zu tun haben. Auffallend sind auch die klaren botanischen Begriffe für die einzelnen Pflanzenteile.
Die angebauten Pflanzenarten wurden fast alle im Nahen Osten domestiziert. Hauptfeldfrüchte waren Weizenarten (Emmer und Einkorn) und Gerste, sowie eine Sorghumart, die oft mit „Hirse“ übersetzt wird. In den Gärten wurden Linsen, Bohnen und Erbsen angebaut, dazu Gemüse wie zum Beispiel verschiedene Zwiebelarten, und Gewürze wie Koriander und Schwarzkümmel. Außerdem wurden um die Siedlungen herum Obstgärten angelegt. Datteln, Feigen, Mandeln, Granatäpfel und Weintrauben wurden angebaut. Vor allem die Olive gehörte zu den Grundnahrungsmitteln. Aus grobem Mehl und Olivenöl wurden die Fladen gebacken, welche die Hauptnahrung der einfachen Leute bildeten.

### Religiöse Vorschriften zum Umgang mit Pflanzen
Die Kultur der jüdischen Bevölkerung in biblischer Zeit war von einer Vielzahl von religiösen Riten und Vorschriften geprägt. Dazu gehören auch Vorschriften zum Umgang mit Pflanzen. Die Einhaltung dieser Vorschriften macht zum Teil durchaus Sinn für eine gerechte Verteilung der täglichen Güter und ermöglicht die nachhaltige Ernährung vieler Menschen in einem kleinen Land. Solche Vorschriften sind zum Beispiel:
- Auf den Feldern musste ein Teil der Ernte für die Armen zurückgelassen werden, die keinen Landbesitz hatten. Ihnen stand das Recht auf eine Nachlese zu. Aus dem gleichen Grund durften die Felder nicht ganz bis zum Rand abgemäht werden.
- Von allen Erträgen musste der zehnte Teil an den Tempel in Jerusalem entrichtet werden. Er diente der Ernährung der Priester und ihrer Familien. Später entwickelte sich daraus eine Abgabe für die Armen.
- Innerhalb der ersten drei Jahre nach ihrer Anpflanzung durften Bäume und Stauden nicht abgeerntet werden.
- Alle sieben Jahre sollten die Felder brach liegen (sogenanntes Sabbatjahr des Landes), so dass der Boden sich erholen konnte. Was auf den Feldern von alleine wuchs, sollte den Armen zur Verfügung stehen.

### Kultur
Die Festzeiten des jüdischen Jahres waren eng mit den Saat- und Erntezeiten des Landes verknüpft. Das Passah-Fest liegt in der Zeit der ersten Gerstenernte, die ersten Garben werden als Opfer dargebracht. (Lev 23,10 ). Das Laubhütten-Fest (Sukkot) liegt in der Zeit der Ernte. Es ist ein Erntedankfest, bei dem eine Garbe aus verschiedenen Pflanzen gebunden wird, diese steht symbolhaft für die Freude über den Ertrag des Jahres.
Eine besondere Rolle für die Kultur des Volkes spielen auch Räucherstoffe, die aus dem Harz bestimmter Bäume gewonnen werden. Sie werden beim Tempelkult verbrannt. Der wohlriechende Duft steht symbolisch für die Opfergaben, die vor Gottes Antlitz gebracht werden sollen. Neben ihrer sakralen Nutzung, verwendeten die Hebräer Räucherstoffe auch für profane Zwecke wie u. a. zur Beduftung von Räumen, Kleidung und Textilien. Hinweise dazu finden sich bspw. in Psalm 45,9. Die Räucherstoffe wurden meist aus Ägypten oder aus der Umgebung des Roten Meeres importiert.
Die wild wachsenden Kräuter, als Küchen- und Heilkräuter gesammelt, wurden in Israel als Gabe Gottes angesehen (Ps 104,14 ), ihr Wachstum war vom Regen abhängig. Die bitteren Kräuter, die in der Wüste wachsen und in jungem Stadium als Salat verzehrt werden, symbolisieren in der Passah-Feier das bittere Leben der Vorfahren, die in Ägypten als Sklaven arbeiteten.
Alte Bäume spielen im vorderasiatischen Kulturkreis eine wichtige Rolle, gerade weil sie in einem eher trockenen Land selten sind. Unter Bäumen wurde Gericht gehalten oder wurden Grabstätten bedeutender Personen angelegt. Die vor-jahwitischen Kulturen verehrten Bäume als Gottheiten oder richteten in heiligen Hainen Götterbilder ein. Um diese Bräuche einzudämmen, haben israelitische Propheten und Könige solche Haine später oft umhauen lassen.

## Die Pflanzengesellschaften in Israel
Durch die Vielzahl unterschiedlicher Böden und Klimazonen findet man in Israel auch verschiedene Vegetationslandschaften. Es folgen einige typische Beispiele.
- Eichenwälder: Dieser Wald ist sehr widerstandsfähig gegen Feuer, Beweidung und Holzentnahme. Er geht nach Süden in die Macchie über, eine Strauchsavanne. Es gibt regional unterschiedliche Formen dieses Waldes: Im nördlichen Galiläa findet man neben der gewöhnlichen Eiche (Quercus calliprinos) die Atlantische Pistazie (Pistacia atlantica), den Lorbeer (Laurus nobilis) und den Johannisbrotbaum (Ceratonia siliqua). In der Scharon-Ebene und im Hule-Tal herrschen die Tabor-Eiche, die atlantische Terebinthe (Pistacia atlantica) und der Styrax (Styrax officinalis) vor. Auf dem Karmel dagegen nimmt die Aleppo-Kiefer (Pinus halepensis) den Hauptanteil ein, die jedoch von verschiedenen Arten von Eichen begleitet wird. Von diesem Wald sind im restlichen Israel nur kleine Reste erhalten, er war in biblischer Zeit häufiger.
- Feuchtgebiete: Sümpfe und Flüsse sind auf die Küstenebene und das Jordantal beschränkt. Hier findet man typische Uferpflanzen wie Schilf (Phragmites australis), Papyrus (Cyperus papyrus), stachlige Binse (Juncus acutus), Oleander (Nerium oleander). Daneben gibt es Uferwälder aus Weiden (Salix spp.), Platanen (Platanus orientalis) und Tamarisken (Tamarix spp.).
- Strauchsavannen: In vom Menschen entwaldeten Gebieten siedelt sich bald eine Strauchvegetation an. Der Hauptvertreter ist die Dornige Bibernelle (Sarcopoterium spinosum). Viele einjährige Pflanzen und viele Gräser blühen in diesen Zwergstrauchgesellschaften in der kurzen Regenzeit.
- Steppen: Je nach Bodenart findet man in den Steppen häufig Weißen Wermut (Artemisia herba-alba), Schafgarbe (Achillea santolina), der Zwergstrauch Schwarzer Hammada (Hammada scoparia), verschiedene andere Straucharten und niedrige Tamarisken. Auf salzhaltigem Boden findet man die Wüstensalzmelde (Suaeda asphaltica) und die blaugrüne Melde (Atriplex glauca).
- Sandwüsten: Im Negev wachsen auf den Dünen der einsamige Wermut (Artemisia monosperma), der weiße Ginster (Retama raetam) und verschiedene ausdauernde Gräser.
- Oasen: An den Mündungen der Jordanzuflüsse in Judäa und am Toten Meer findet man eine Vielzahl tropischer Baumarten. Dazu gehören die Akazie (Acacia ssp.), der Banbaum (Moringa) und der Jerichobalsambaum (Balanites aegyptica). Außerdem findet man hier Kleinsträucher und Stauden wie Lavendel (Lavandula), Kassie (Cassia) und Eibisch (Hibiscus).

## Liste von in der Bibel erwähnten Pflanzen
In diese Liste wurden nur einige der häufig erwähnten Arten einbezogen.
Obstbäume und -sträucher
- Weinrebe (Vitis vinifera) (Dtn 8,7–8 EU) – (Joh 15,1–2;5 EU)
- Olivenbaum / Ölbaum (Olea europaea) (Gen 8,11 EU) – (Ri 9,8–9 EU) – (Röm 11,17–18 EU)
- Feige (Ficus carica) (Gen 3,7 EU) – (Mt 24,32 EU)
- Dattelpalme (Phoenix dactylifera) (Ps 92,13 EU) – (Joh 12,12–13 EU)
- Granatapfelbaum (Punica granatum) (Num 13,24 EU) – (Hld 4,3 EU)
- Apfelbaum (Malus sylvestris) (Hld 2,3 EU)
- Judasbaum (Cercis siliquastrum) (Mt 27,5 EU)

Feldfrüchte
- Hartweizen (Triticum durum) (Dtn 8,8 EU) – (1 Kön 5,24–25 EU)
- Gerste (Hordeum vulgare) (Rut 1,22 EU) – (Joh 6,8–9 EU)
- Rispenhirse (Panicum miliaceum) oder Sorghum (Sorghum bicolor) (Ez 4,9 EU)
- Flachs (Linum usitatissimus) (Ex 9,31 EU) – (Joh 19,40 EU)
- Lauch (Allium porrum), Zwiebel (Allium cepa) und Knoblauch (Allium sativum) (Num 11,5–6 EU)
- Linse (Lens culinaris) (Gen 25,34 EU)

Kräuter und krautige Pflanzen
- Syrischer Ysop (Origanum syriacum) (Ex 12,21–22 EU) – (Ps 51,9 EU) – (Joh 19,28–30 EU)[2]
- Zwerg-Zichorie (Cichorium pumilum) und Reichardia (Reichardia tingitana) (Ex 12,8 EU)
- Rossminze (Mentha longifolia), Kreuzkümmel (Cuminum cyminum) und Dill (Anethum graveolens) (Mt 23,23 EU)
- Dünen-Trichternarzisse (Pancratium maritimum) (Hld 2,1 EU) (Als Rose von Scharon außerhalb der Bibel mit und ohne Bezugnahme auf Hld 2,1 in Dichtung und Musik häufig erwähnt, eventuell könnte es sich bei der Rose von Scharon auch um eine andere Pflanze handeln)

Bäume und Büsche
- Libanon-Zeder (Cedrus libani) (2 Chr 2,3 EU) – (Jes 41,19 EU)
- Eichen (Quercus ithaburensis, Quercus calliprinos) (Gen 35,8 EU) – (Hos 4,13 EU)
- Terebinthe (Pistacia terebinthus ssp. palaestina, Pistacia atlantica) (Gen 35,4 EU)
- Aleppo-Kiefer (Pinus halepensis) (1 Kön 6,23 EU) (Dieses Holz wird in manchen Übersetzungen mit „wilder Ölbaum“ wiedergegeben)
- Akazie (Acacia raddiana) (Ex 26,15 EU)
- Styraxbaum (Styrax officinalis) (Gen 30,37 EU) (Dieser Baum wird häufig mit „Weißpappel“ übersetzt)
- Myrte (Myrtus communis) (Neh 8,15 EU) – (Jes 41,19 EU)
- Lorbeer (Laurus nobilis) wird häufig als Esche oder Fichte übersetzt (Jes 41,19 EU) – (Jes 60,13 EU)
- Wacholder (Juniperus exelsa) (1 Kön 5 EU)

Pflanzen in Feuchtgebieten
- Morgenländische Platane (Platanus orientalis) (Sir 24,14 EU) – (Ez 31,8 EU) – (Jes 41,19 EU)
- Euphrat-Pappel (Populus euphratica) (Ez 17,5 EU) (Dieser Strauch wird häufig mit „Ufergewächs“ wiedergegeben.)
- Weiden (Salix alba, Salix acmophylla) (Jes 44,3–4 EU)
- Schilf (Phragmites australis) (1 Kön 14,15 EU) – (Mt 27,29 EU)
- Sumpfbinse (Scirpus lacustris) (Jes 9,13 EU) – (Jes 58,5 EU)
- Echter Papyrus (Cyperus papyrus) (Ex 2,3 EU) (Das sprichwörtlich gewordene Binsenkörbchen des Mose bestand aus Papyrus.)

Wüstenpflanzen
- Sennabusch (Senna alexandrina) (Ex 3,2–4 EU) – (Apg 7,30 EU)
- Manna: Die Israeliten ernährten sich laut (Ex 16,4.31 EU) von einem geheimnisvollen Brot, das Gott vom Himmel regnen ließ. Es könnte sich dabei um die süße Ausscheidung eines Insekts handeln, das von dem Pflanzensaft aus Nil-Tamarisken (Tamarix nilotica) oder weißer Hammada (Hammada salicornica) lebt. Für die Ernährung eines ganzen Stammes hätte diese Süßigkeit aber nicht ausgereicht.
- Ginster (Retama raetam) (1 Kön 19,4 EU)
- Hammada (Hammada salicornica, Hammada scoparia) (Jer 2,22 EU) (Lauge oder Seife wurde aus der Asche bestimmter Pflanzenarten durch Verkochen mit Olivenöl hergestellt, dafür dienten vor allem Hammada und andere Kräuter aus der Familie der Gänsefußgewächse (Chenopodiaceae)).
- Aloe (Aloe vera) (Joh 19,40 EU)

Dornen und Disteln
- Christdorn (Ziziphus spina-christi) oder Christusdorn (Paliurus spina-christi) (Ri 9,14–15 EU) – (Mt 27,27–29 EU)
- Brombeere (Rubus sanguineus) (Lk 6,44 EU)
- Iberische Flockenblume (Centaurea iberica) (Hos 10,8 EU)
- Golddistel (Scolymus maculatus, Scolymus hispanicus) (Hi 31,39–40 EU) – (Hld 2,2 EU)
- Brennnesseln (Urtica urens, Urtica pilulifera), die weder Dornen haben noch Disteln sind (Zef 2,9 EU)

Feldblumen
- Kronen-Anemone (Anemone coronaria) (Mt 6,28–30 EU)
- Klatschmohn (Papaver rhoeas) (Jes 40,6.8 EU)
- Madonnen-Lilie (Lilium candidum) (1 Kön 7,19 EU) – (Hos 14,6 EU)
- Phönizische Rose (Rosa phoenicia) (Sir 24,14 EU) (Diese wird oft als „Oleander“ übersetzt, was aber laut Zohary falsch ist.)

Heilkräuter, Gewürze und Duftstoffe
- Weißer Wermut (Artemisia herba-alba) (Jer 23,15 EU) (Wermut wird für Tee verwendet und als Heilkraut gegen Würmer.)
- Wilder Kürbis (Citrullus colocynthis) (2 Kön 4,39–40 EU) (Die Frucht dient als Heilmittel gegen Magenschmerzen, in größeren Mengen wirkt sie aber giftig.)
- Gefleckter Schierling (Conium maculatum) (Klgl 3,19–20 EU)
- Herbst-Alraune (Mandragora autumnalis) (Gen 30,14–15 EU) (Die Pflanze galt als Aphrodisiakum und wurde auch Liebesapfel genannt.)
- Hennastrauch (Lawsonia inermis) (Hld 1,14 EU) (Aus dem Pulver aus getrockneten Blättern wurde ein Farbstoff gewonnen, mit dem man Stoffe, Wände und Körper bemalte.)
- Rizinus (Ricinus communis) (Jona 4,6–7 EU) (Das Öl der Pflanze dient als Heilmittel.)
- Weihrauchstrauch (Boswellia sacra) (Ex 30,34–35 EU) – (Mt 2,11 EU)
- Balsambaum (Commiphora abyssinica, Commiphora myrrha) (Ps 45,9 EU) – (Mt 2,11 EU) (Das Harz (= Myrrhe) ist Bestandteil heiliger Öle und Schönheitsmittel, Duftstoff im Tempel und dient zur Einbalsamierung der Toten).
- Safran (Crocus sativus) dient im Hohelied zur Beschreibung des wunderbaren Lustgartens, den Israel darstellt (Hld 4,13–14 EU)
- Senf (Brassica nigra) (Mt 13,31ff EU), (Mk 4,31 EU)
- Schwarzkümmel (Nigella damascena) (Jes 28,27 EU)